# Bibliothek des Übersee-Museums
Die Bibliothek des Übersee-Museums in Bremen ist eine wissenschaftliche Präsenzbibliothek im Übersee-Museum, die auch der Öffentlichkeit zugänglich ist. Sie befindet sich in der Nähe des Hauptbahnhofs, Eingang am Hugo-Schauinsland-Platz 1.

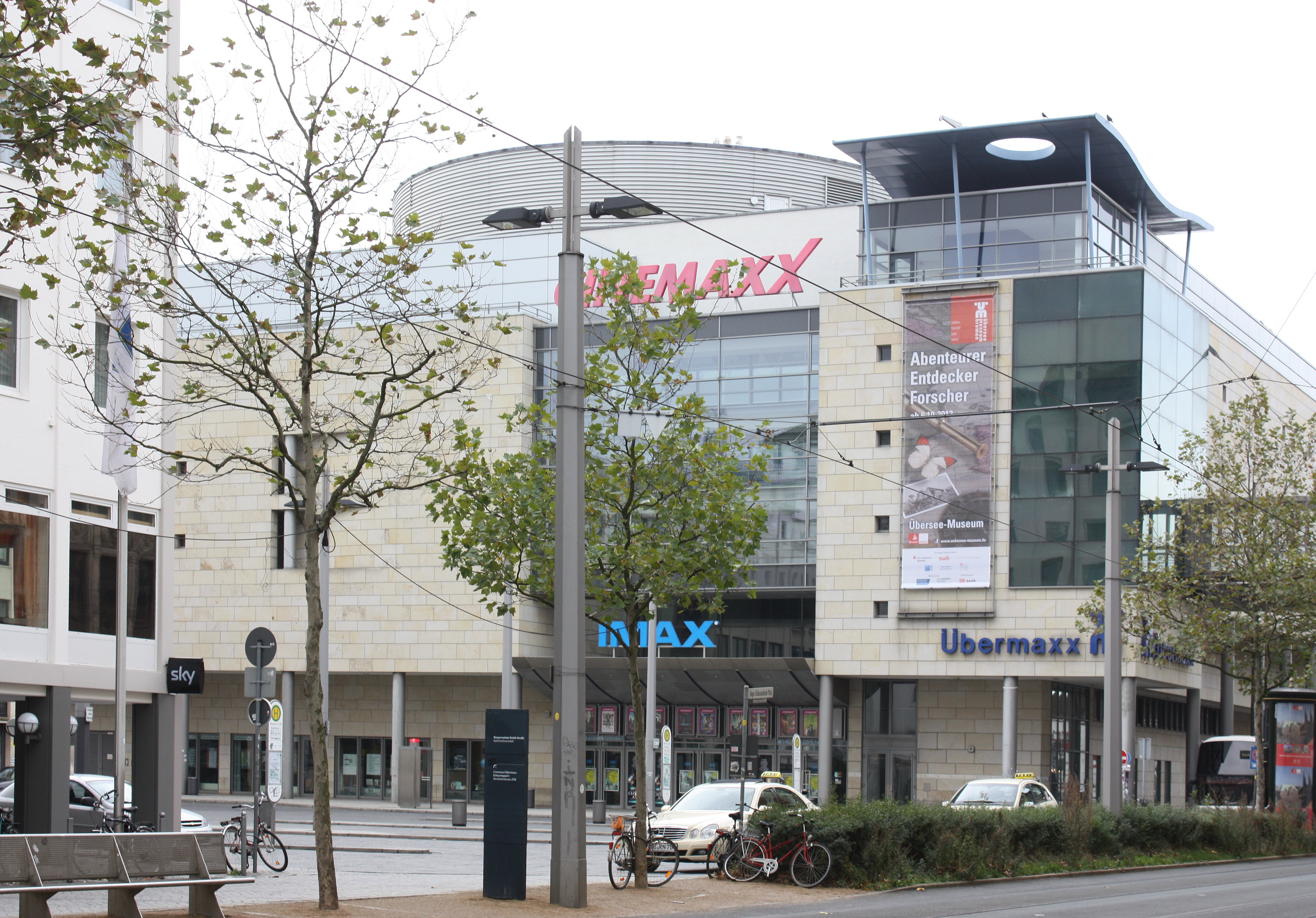
Äußerst versteckt, die Bibliothek im Gebäude des benachbarten Kinos (unten links)

## Geschichte und Bestände
Die Bibliothek geht auf die 1776 gegründete Physikalische Gesellschaft und die Gesellschaft Museum zurück, die 1783 gegründet wurde, seit 1876 Städtische Sammlungen für Naturgeschichte und Ethnografie genannt. Die Gesellschaft hatte von Anfang an die Beschaffung einer Bibliothek zum Ziel. Daher gelangten etwa Reisebeschreibungen von James Cook, veröffentlicht 1785, oder Johann Baptist Bohadsch im Jahr 1776 herausgegebene Beschreibung einiger minderbekannter Seethiere und ihrer Eigenschaften in die heutigen Bestände. Dieser Altbestand belief sich auf 3500 Titel. Gegründet wurde das Museum und damit die Bibliothek am 15. Januar 1896, seinerzeit noch unter dem Namen Städtisches Museum für Natur-, Völker- und Handelskunde. Es führte Exponate der Gewerbe- und Industrieausstellung von 1890 zusammen. Zu diesen kamen Stiftungen des Naturwissenschaftlichen Vereins, der Geographischen Gesellschaft, der Anthropologischen Kommission sowie des Zweigvereins Bremen der Deutschen Kolonialgesellschaft. Bereits 1898 wurde ein kleines Lesezimmer eingerichtet. 1904 wurde der Bestand von 4.570 Bänden von 3.418 Besuchern genutzt. 1910 schenkte die Zeitschrift Die Güldenkammer dem Haus einen Bestand von 334 Bänden zur Biologie. Bis 1919 wuchs der Bestand durch Zuwendungen Bremer Kaufleute auf 9.000 Bände an. Unter dem zweiten Direktor des Museums, Carl Friedrich Roewer, der ab 1933 im Amt war, wurde die Bibliothek neu geordnet, der erhöhte Etat floss vor allem in Fachzeitschriften.
Der Anschluss an das Übersee-Museum führt dazu, dass die im Haus repräsentierten Fachabteilungen die Anschaffungsstrategie seit langer Zeit bestimmen; umgekehrt spiegelt sich in den Beständen die Geschichte des Hauses. So wuchs der Bestand auf 60.000 Monographien und Zeitschriftenbände aus der Völkerkunde, den Naturwissenschaften, aber auch der Handels- und Kolonialgeschichte an. Gleichzeitig pflegt die Bibliothek (Stand: 2020) mit 449 Partnereinrichtungen wissenschaftlichen Schriftentausch.